# Монеты Тита

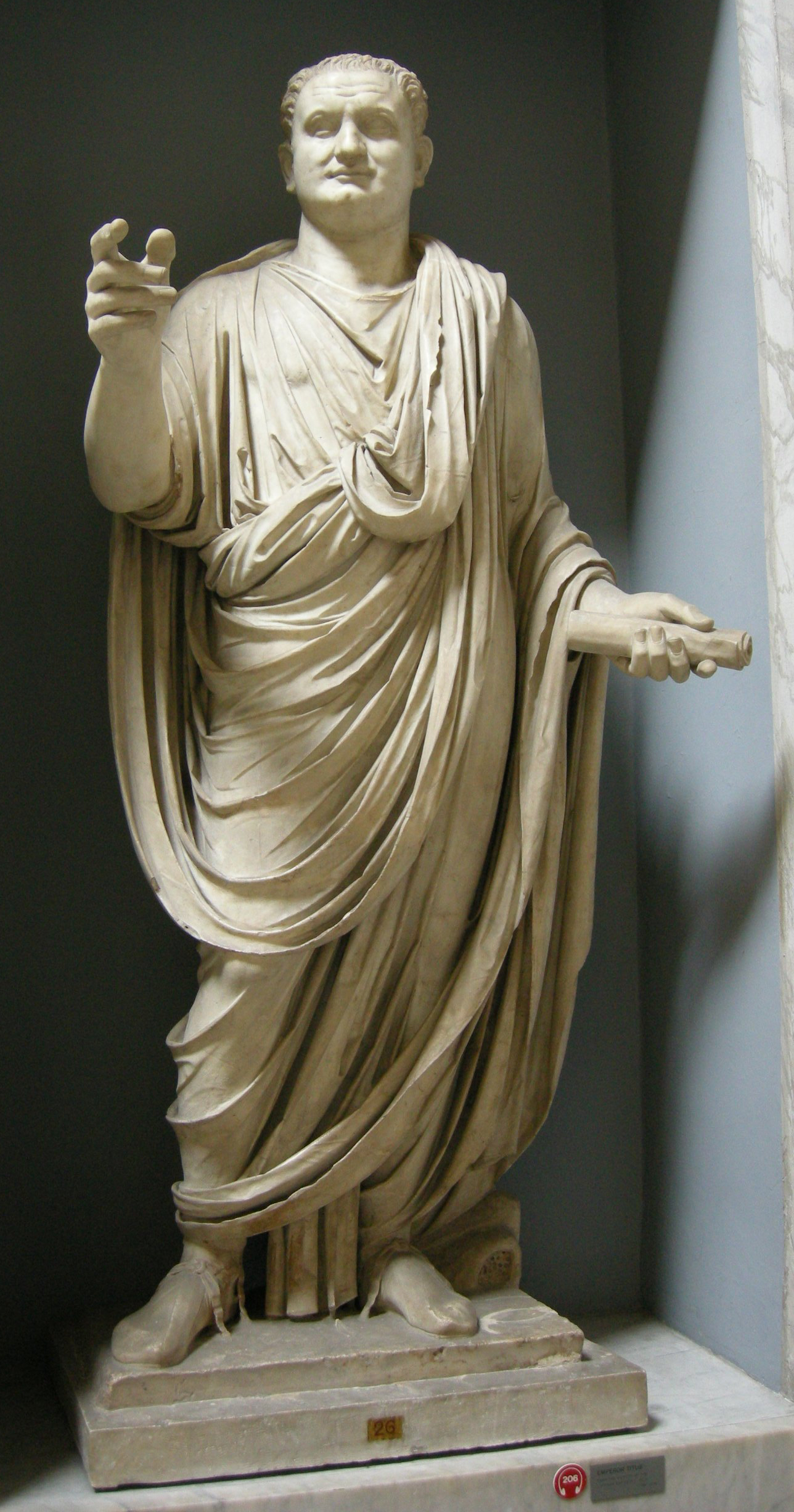
Статуя Тита

Монеты Тита — монеты Римской империи времён правления Тита (79—81 гг. н. э.). За неполные 2,5 года было отчеканено более 500 типов имперских монет, касающихся различных сфер жизни в государстве. На них изображены ближайшие родственники императора, достроенный при нём Колизей (амфитеатр Флавиев) и связанные с этим событием празднества, различные божества римского пантеона.
Извержение Везувия и гибель Помпей привели к усилению религиозных чувств древних римлян. На молитвах и пирах в честь богов, чей гнев, по мнению римлян, стал причиной трагедии, присутствовали связанные с ними атрибуты, при Тите впервые запечатлённые на монетах. Массовые лектистернии (жертвоприношения) также нашли отображение на монетах. При Тите впервые были выпущены реституционные монеты. Они предназначались для увековечения памяти «хороших принцепсов» и некоторых членов династии Юлиев-Клавдиев. На аверсе реституционных монет помещён один из предшественников Тита, реверс повторяет одно из изображений на выпущенной ранее монете и содержит круговую легенду с титулом правящего императора и надписью «REST(ituit)».
Информация о монетах с изображением Тита, когда он был принцепсом молодёжи (предполагаемым наследником престола) и соправителем отца, помещена в статью монеты Веспасиана. Также отсутствует информация о посмертных выпусках. В комментариях приведены номера соответствующих монет во втором издании каталога The Roman Imperial Coinage 2007 года согласно базе OCRE (Online Coins of the Roman Empire) Американского нумизматического общества.

## Система денежного обращения Римской империи при Тите

### Общеимперские монеты
По своей сути система денежного обращения в Римской империи при Тите повторяла таковую периода правления его отца Веспасиана. Она базировалась на серебряно-золотом биметаллизме, при котором основными денежными единицами являлись золотой ауреус и серебряный денарий. Наряду с ними в обороте находились кредитные монеты из меди и латуни, стоимость которых была закреплена государством.
Соотношение девяти денежных единиц (1 ауреус — 2 золотых квинария — 25 денариев — 50 квинариев — 100 сестерциев — 200 дупондиев — 400 ассов — 800 семисов — 1600 квадрансов) оставалось неизменным со времён монетной реформы Октавиана Августа 20-х годов до н. э. При Тите выпускали не все перечисленные номиналы — отсутствует информация о чеканке золотых квинариев.
При металловедческом анализе сохранившихся до наших дней монет Тита установлено, что денарии и ауреусы по своим весовым характеристикам и составу металла в целом не отличаются от аналогичных монет Веспасиана. Денарий в среднем имеет массу 3,45—3,5 г серебра 800-й пробы, ауреус — примерно 7,35 г золота высокой степени очистки. При этом для монет Тита, в отличие от их предшественниц, характерен значительный разброс показателей. Так, к примеру, вес денариев колеблется от 3,0 до 3,75 г, проба серебра — от 705-й до 930-й. Такие «непозволительные» для периода правления Веспасиана различия объясняют пожаром в Риме 80 года, во время которого пострадал монетный двор. Спешное налаживание процесса производства денег сопровождалось существенным отхождением от нормативных показателей.
При Веспасиане один за другим были закрыты все имперские монетные дворы в провинциях, за исключением лугдунского. Этот процесс стал одним из проявлений политики централизации власти в столице за счёт подавления каких-либо признаков самостоятельности провинций. Когда же вследствие пожара в Риме сгорели оба двора — для чеканки денариев и ауреусов из благородных металлов и для выпуска разменных единиц, то выпуск общеимперских монет в Римской империи на время прекратился.

### Провинциальные монеты
В Римской империи, кроме имперских монет для всего государства, выпускали и провинциальные. Их особенностями были отсутствие жёсткого контроля со стороны центральных властей, использование традиционных для провинций номиналов денежных единиц, а также легенда не на латыни, а на местном языке. Провинциальные монеты при Флавиях чеканили исключительно в восточных провинциях, таких как Крит и Киренаика, Ахея, Македония, Фракия, Мёзия, вассальные северные причерноморские государственные образования, Вифиния и Понт, Азия, Ликия и Памфилия, Галатия и Каппадокия, Киликия, Кипр, Сирия, Иудея и Египет. Провинциальные монеты по определению предназначались для денежного оборота в определённой области. В связи с этим необходимость поддерживать единые для всех выпусков весовые характеристики и диаметр отсутствовала. Так, вес ассарионов одного временного периода правления Флавиев, отчеканенных в разных провинциях, может отличаться в два раза.
Ещё одной особенностью провинциальных монет эпохи Флавиев стала их чеканка в одной провинции для использования в другой. Так, тетрадрахмы для хождения в Сирии чеканили в Александрии, для Кипра в Антиохии и т. д. Кроме вышеперечисленных денежных единиц, в Риме для хождения в азиатских провинциях отчеканили несколько монетных типов кистофоров, представляющих собой тетрадрахмы стоимостью в 3 денария.
Отнесение той или иной монеты к числу провинциальных или имперских может вызывать затруднения и у специалистов. Для неспециалиста наиболее простым способом отнести тот или иной выпуск к провинциальным или имперским является его нахождение в специализированных каталогах The Roman Imperial Coinage или Roman Provincial Coinage. Среди монет Тита одиннадцать типов встречаются в обоих каталогах, что свидетельствует о наличии у них признаков как общеимперских, так и провинциальных монет, а также отсутствии критериев, позволяющих однозначно судить о характере выпуска.

## Семья Тита на монетах
Хотя у Тита была дочь, наследником престола являлся его брат Домициан. Со времён Августа на монеты стали помещать изображение преемника императора. Таким образом жители империи узнавали и привыкали к вероятному будущему правителю. Он, по устоявшейся традиции, получал титул «предводителя молодёжи» (лат. Princeps iuventutis). При Тите, как и при его отце Веспасиане, продолжили чеканить монеты с принцепсом молодёжи Домицианом. Сюжет с пожимающими друг другу руки Титом и Домицианом символизировал согласие и взаимопонимание императора и наследника престола.
Ряд монет Тита связан с его отцом и основателем династии Флавиев Веспасианом. На монетах нашёл отображение уже сам факт его похорон — квадрига везёт небольшой храм. В 80 году, на следующий год после смерти, покойного императора официально объявили богом. Его апофеоз нашёл отображение на нескольких монетных типах. На одних Веспасиана везёт квадрига, запряжённая слонами, на других — он сидит в курульном кресле и держит ветвь или фигурку Виктории и скипетр, на третьих — погребальная урна на колонне, к которой прислонен щит, на четвёртых — Виктория с трофеем и фигурка коленопреклонённой женщины, символизирующей Иудею.
Обожествления и помещения сцены её апофеоза на монету Тит удостоил и свою мать Флавию Домициллу. Во время правления Веспасиана она на монеты не попала. Мать будущих руководителей империи Тита и Домициана умерла до того, как её супруг стал императором, а после смерти жены Веспасиан стал жить с конкубиной Антонией Ценидой.
Список близких родственников Тита, чьё изображение поместили на серию монет, завершает дочь императора Юлия Флавия.

## Колизей

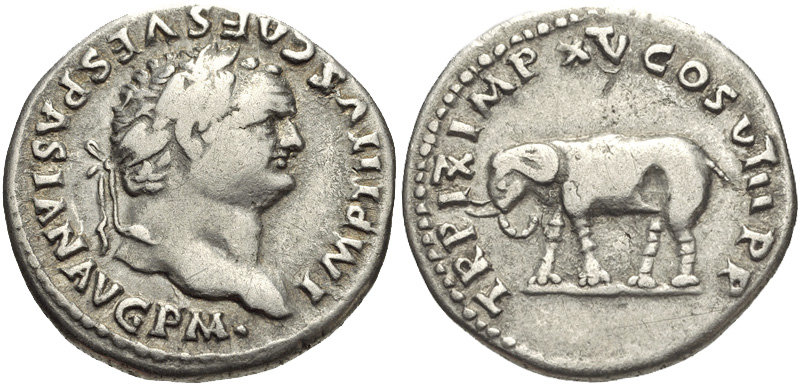
Слон на денарии Тита

Колизей на сестерции Тита

Строительство грандиозных сооружений должно было воздействовать на психологию людей. Императоры и архитекторы осознавали роль архитектуры в пропаганде официальной идеологии. Строительная деятельность находила отображение на монетах.
В 80 году был официально освящён новый колоссальный амфитеатр Флавиев — Колизей, изображение которого сразу же поместили на монеты. Данные нумизматики позволяют воспроизвести его первоначальный облик, когда костяк здания не был обнажён, а второй и третий этажи украшали статуи. Слева от здания находился обелиск, а справа — часть портиков в два яруса. Обелиск, для украшения архитектурного ансамбля вывезенный из Египта, поместили на несколько монетных типов. У его основания на монетах гирлянда, кверху он сужается. На вершине изобразили двуликого бога Януса, из обоих ртов которого вытекают струи воды.
На монеты также попало изображение слона, которого специально привезли в Рим на открытие амфитеатра Флавиев.

## Божества, храмы и религиозная политика Тита в монетных типах

### Божества и их атрибуты на монетах Тита
На монетах Тита помещали следующие изображения:
- богини красоты и легендарной праматери римлян Венеры[к 14][47]
- богини мудрости Минервы[к 15][48]

- связанных с войной
  - бога войны Марса[к 16][49]
  - богини победы Виктории[к 17][50]

- связанных с пахотой и урожаем
  - богини, благословляющей и охраняющей жатву, Анноны[к 18][51]
  - богини урожая и плодородия Цереры[к 19][52]

- связанных с мирной и счастливой жизнью римлян
  - богини мира Пакс[к 20][53]
  - богини-покровительницы семейного очага и жертвенного огня Весты[к 21][54]
  - богини, олицетворяющей безопасность и стабильность, Секуритас[к 22][55]
  - богини согласия Конкордии[к 23][56]
  - персонификации надежды Спес[к 24][57]
  - бога доброго исхода и успеха Бонус Эвентуса[к 25][58]
  - богини — олицетворения благополучия, здоровья и успеха Салюс[к 26][59]
  - персонификации счастья Фелицитас[к 27][60]
  - богини — олицетворения Рима как повелителя мира, Ромы[к 28][61]. Она представлена либо сама по себе, либо рядом с императором, которому передаёт палладиум[к 29][62]
  - богини справедливости Эквитас[к 30][63]
  - богини вечности Этернитас[к 31][64]
  - гения римского народа[к 32][65].

Одной из особенностей религиозной тематики на монетах Тита стало появление на них атрибутов тех или иных богов. Этим выпускам предшествовало извержение Везувия 79 года и уничтожение Помпей. На массовых лектистерниях (торжественных и публичных обедах, устраиваемых в честь высших сил, во время какой-либо большой опасности) и молитвах в честь богов, чей гнев, по мнению римлян, стал причиной трагедии, присутствовали связанные с ними атрибуты. Была выпущена серия монет с молнией на троне, символизирующей Юпитера, дельфином — Нептуна, троном с подушкой и колосьями — Цереру и Меркурия. Также на монету попала вскормившая Юпитера в младенчестве молоком коза Амалфея.
С вечностью связаны монетные типы с Козерогом и шаром, который не имеет ни начала, ни конца.
Идеи «золотого века», благополучия и наступившего изобилия символизируют рог изобилия, наполненный кувшин или модий.

### Предметы жреческого обихода, храмы и алтари

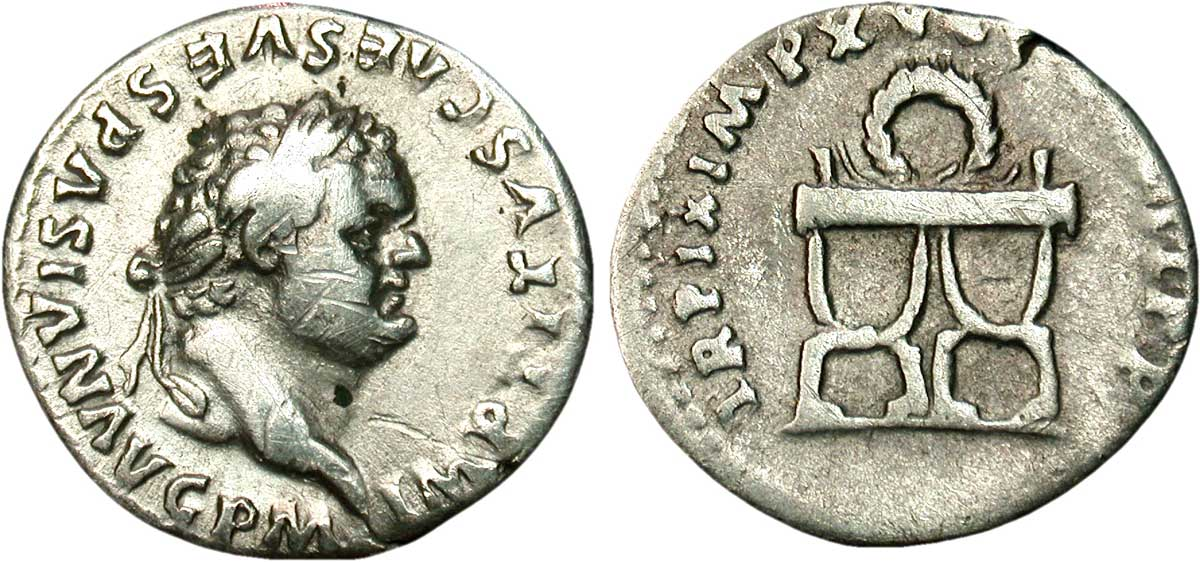
Курульное кресло на денарии Тита

Император Римской империи был также авгуром и великим понтификом. Сочетание военной власти с религиозной заложило основу для возникновения культа императора. На монетах многих императоров находят отображение различные атрибуты жреческого обихода и сакральные символы власти, такие как курульное кресло.
На монеты Тита попали храм Юпитера Капитолийского, считавшегося покровителем династии Флавиев, «безымянный» алтарь с горящим огнём, а также алтарь «божественного Веспасиана» с надписью «DIVO VESP».

## Военная тематика на монетах Тита

Сестерций «IVDAEA CAPTA»

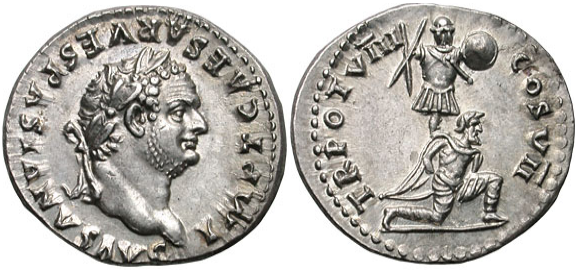
Коленопреклонённый пленник рядом с трофеем

На время правления Тита приходятся кампании Гнея Юлия Агриколы в Британии. Победы римского оружия нашли отражение «формального» характера на монетах в виде коленопреклонённого пленника или пленников рядом с трофеем. Фигура человека в лучевой короне с копьём и паразониумом на ростральной колонне приурочена к победе над пиратским флотом Аникета, действовавшим в Чёрном море. Сам Тит во время своего правления не участвовал в военных кампаниях. Поэтому для прославления непосредственных заслуг императора вновь отчеканили монеты из серии «IVDAEA CAPTA», выпущенные ещё при Веспасиане в честь победы в Иудейской войне, где Тит принимал деятельное участие.
Рукопожатие, в центре которого располагается штандарт аквила, символизирует согласие императорской семьи с армией и флотом. В отличие от широкого распространения на монетах предшественников Тита, священным для римлян отличительным знакам легионов при этом императоре посвятили всего лишь один монетный тип.
Изображение императора и его брата на лошади или в военной форме подчёркивает единство армии и правящей династии.

## Реституционные монеты

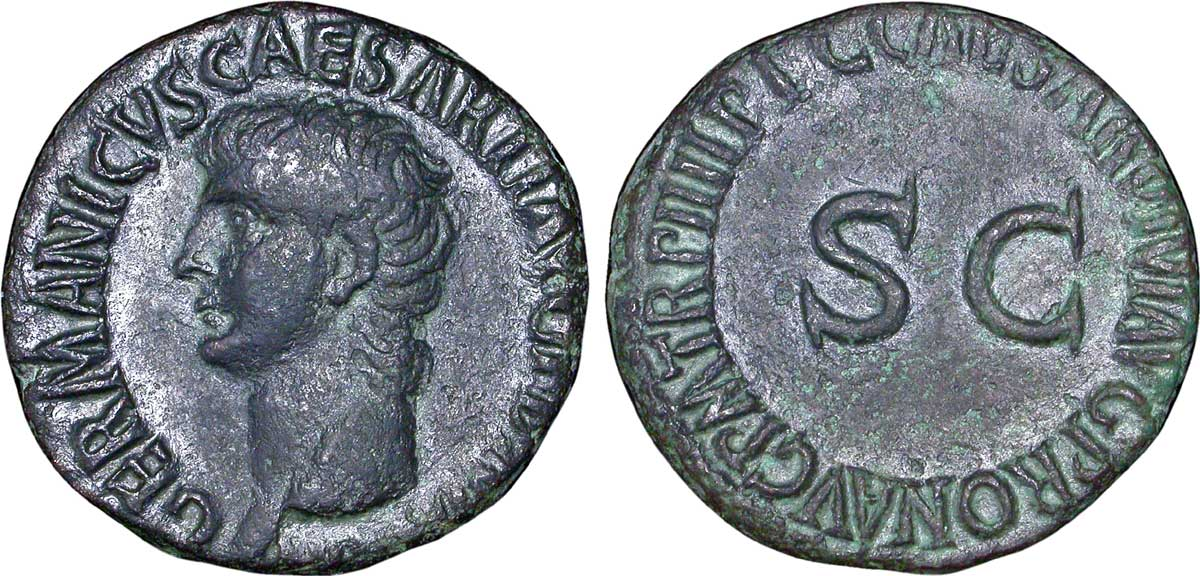
Асс с изображением отца Калигулы Германиком

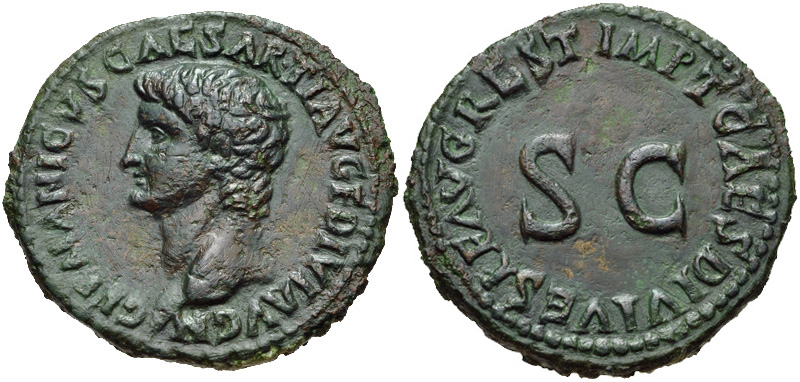
Реституционный асс с Германиком

При Тите впервые были выпущены реституционные монеты. Они предназначались для увековечения памяти «хороших принцепсов» и некоторых членов династии Юлиев-Клавдиев. На аверсе реституционных монет помещён один из предшественников правящего императора, реверс повторяет изображение на выпущенной ранее монете и содержит круговую легенду с титулом правящего императора и надписью «REST(ituit)». На представленных ассах с изображением военачальника и отца Калигулы Германика, в остальном внешне идентичных, разнится круговая легенда на реверсах. На ассе 40—41 года представлен титул Калигулы, на монете 80—81 года — Тита. Кроме Германика, реституционные монеты чеканили с изображениями Октавиана Августа, его жены Ливии, Агриппы, Тиберия, Друза Старшего и Друза Младшего, Агриппины Старшей, императоров Клавдия и Гальбы. В эту серию монет с указанием «REST», кроме своих почитаемых предшественников, Тит поместил себя, дочь Юлию и своего брата и наследника Домициана.

## Комментарии
1. ↑  RIC Titus, II, 515—518
2. ↑  RIC Titus, II, 97—99, 270, 271, 513
3. ↑  RIC Titus, II, 159—162
4. ↑  RIC Titus, II, 7, 8, 24, 25, 26, 42, 43
5. ↑  RIC Titus, II, 257, 258, 360—362
6. ↑  RIC Titus, II, 256, 259—261
7. ↑  RIC Titus, II, 358, 359
8. ↑  RIC Titus, II, 363, 364, 368, 369
9. ↑  RIC Titus, II, 262—264
10. ↑  RIC Titus, II, 385—398, 505, 506, 514
11. ↑  RIC Titus, II, 184—186
12. ↑  RIC Titus, II, 165, 205
13. ↑  RIC Titus, II, 114—116
14. ↑  RIC Titus, II, 13—16, 32—35, 51—54, 386—388
15. ↑  RIC Titus, II, 254, 268, 294—297, 311—315, 330, 331, 343—348
16. ↑  RIC Titus, II, 60, 63, 135, 371, 499, 509, 510
17. ↑  RIC Titus, II, 74, 78—82, 87, 88, 91—95, 173, 174, 179—183, 239, 246—251, 272—274, 286, 287, 301, 303—306, 324—328, 354, 355, 366, 367, 384
18. ↑  RIC Titus, II, 2, 55, 56, 61, 136—140
19. ↑  RIC Titus, II, 3, 6, 21—23, 39—41, 67, 69, 90, 187—191, 278—280, 307, 308, 332—334, 373, 374, 391—393, 512, 514
20. ↑  RIC Titus, II, 58, 59, 62, 70—72, 85, 134, 152—158, 199—201, 229—236, 275, 283, 288—291, 342, 370, 377, 396, 498, 507, 508
21. ↑  RIC Titus, II, 66, 84, 98, 99, 175—178, 212, 213, 277, 281, 282, 302, 319, 320, 378, 389, 390, 397, 398
22. ↑  RIC Titus, II, 68, 75, 206—211, 240—245, 353
23. ↑  RIC Titus, II, 83, 192—198, 309, 310, 335—341, 375, 376, 394, 395
24. ↑  RIC Titus, II, 64, 65, 73, 86, 168—171, 237, 238, 276, 284, 285, 298—300, 316—318, 349—351, 372, 383, 511
25. ↑  RIC Titus, II, 89
26. ↑  RIC Titus, II, 97, 203, 204, 269, 365, 385
27. ↑  RIC Titus, II, 141—144
28. ↑  RIC Titus, II, 163, 164, 202, 503
29. ↑  RIC Titus, II, 166, 167
30. ↑  RIC Titus, II, 214—216, 321—323, 352, 379
31. ↑  RIC Titus, II, 217—223, 380, 381
32. ↑  RIC Titus, II, 225—228
33. ↑  RIC Titus, II, 117—120
34. ↑  RIC Titus, II, 110—113, 126—132
35. ↑  RIC Titus, II, 121—125
36. ↑  RIC Titus, II, 267
37. ↑  RIC Titus, II, 4, 5, 17—20, 36—38, 356, 357
38. ↑  RIC Titus, II, 253, 329
39. ↑  RIC Titus, II, 255
40. ↑  RIC Titus, II, 106—109
41. ↑  RIC Titus, II, 172, 515
42. ↑  RIC Titus, II, 265, 266
43. ↑  RIC Titus, II, 517
44. ↑  RIC Titus, II, 1, 11, 12, 29—31, 48—50
45. ↑  RIC Titus, II, 100—105
46. ↑  RIC Titus, II, 9, 10, 27, 28, 44—47
47. ↑  RIC Titus, II, 57, 133, 145—151, 500—502, 504
48. ↑  RIC Titus, II, 96, 224 382
49. ↑  RIC Titus, II, 516
50. ↑  RIC Titus, II, 292—293
51. ↑  RIC Titus, II, 417, 418, 438—443
52. ↑  RIC Titus, II, 398—404, 445—469
53. ↑  RIC Titus, II, 405—409, 424—430
54. ↑  RIC Titus, II, 470
55. ↑  RIC Titus, II, 410—413, 431—436, 471
56. ↑  RIC Titus, II, 410—413, 437
57. ↑  RIC Titus, II, 416
58. ↑  RIC Titus, II, 419
59. ↑  RIC Titus, II, 420, 472—490
60. ↑  RIC Titus, II, 421—423, 444, 496, 497
61. ↑  RIC Titus, II, 491, 492
62. ↑  RIC Titus, II, 493
63. ↑  RIC Titus, II, 494, 495